# Campionati mondiali di slittino 1973
I Campionati mondiali di slittino 1973, sedicesima edizione della manifestazione organizzata dalla Federazione Internazionale Slittino, si tennero il 17 e 18 febbraio 1973 ad Oberhof, in Germania Est, sulla pista omonima e furono disputate gare in tre differenti specialità: nel singolo uomini ed in quello donne e nel doppio.
Assoluta dominatrice della manifestazione fu la squadra tedesca orientale, capace di conquistare tutti e tre i titoli e ben otto medaglie sulle nove assegnate in totale; tra i protagonisti della rassegna iridata l'unico che riuscì a conquistare due medaglie fu Hans Rinn, che vinse quella d'oro nel singolo e quella d'argento nel doppio. Nella specialità biposto il titolo fu conquistato da Horst Hörnlein e Reinhard Bredow, mentre nella prova femminile la vittoria andò a Margit Schumann.

## Risultati

### Singolo uomini
La gara fu disputata su quattro manches nell'arco di due giorni e presero parte alla competizione 86 atleti in rappresentanza di 19 differenti nazioni; campione uscente era l'italiano Karl Brunner, che concluse la prova al diciannovesimo posto, ed il titolo fu conquistato dal tedesco orientale Hans Rinn davanti ai connazionali Wolfram Fiedler, che vinse il bronzo nel singolo ai Giochi di Sapporo 1972, ed Harald Ehrig, che in quella stessa prova olimpica giunse secondo. I tedeschi dell'Est, oltre ad occupare interamente il podio, piazzarono ben sette atleti nelle prime otto posizioni e l'ultimo rappresentante della DDR fu Bernd Hahn che concluse al dodicesimo posto.
| Pos. | Atleti                | Nazione        | Tempo   | Distacco |
| ---- | --------------------- | -------------- | ------- | -------- |
|      | Hans Rinn             | Germania Est   | 3'07"37 |          |
|      | Wolfram Fiedler       | Germania Est   | 3'08"24 | +0"87    |
|      | Harald Ehrig          | Germania Est   | 3'08"67 | +1"30    |
| 4    | Hans-Henning Schulze  | Germania Est   | 3'10"80 | +3"43    |
| 5    | Andrzej Piekoszewski  | Polonia        | 3'11"51 | +4"14    |
| 6    | Dettlef Günther       | Germania Est   | 3'11"51 | +4"14    |
| 7    | Hans-Heinrich Winkler | Germania Est   | 3'11"69 | +4"32    |
| 8    | Horst Schönau         | Germania Est   | 3'11"75 | +4"38    |
| 9    | Rudolf Schmid         | Austria        | 3'12"08 | +4"71    |
| 10   | Leonhard Nagenrauft   | Germania Ovest | 3'12"23 | +4"86    |

### Singolo donne
La gara fu disputata su quattro manches nell'arco di due giorni e presero parte alla competizione 26 atlete in rappresentanza di 10 differenti nazioni; campionessa uscente era la tedesca occidentale Elisabeth Demleitner, che concluse la prova al settimo posto, ed il titolo fu conquistato dalla tedesca orientale Margit Schumann, che era giunta terza ai Giochi di Sapporo 1972, davanti alle connazionali Ute Rührold, che ottenne l'argento in quella stessa prova olimpica, ed Eva-Maria Wernicke. I tedeschi dell'Est, oltre ad occupare interamente il podio, ottennero anche la quarta e quinta posizione e l'ultima rappresentante della DDR fu Sieglinde Peschel che concluse all'ottavo posto.
| Pos. | Atleti               | Nazione        | Tempo   | Distacco |
| ---- | -------------------- | -------------- | ------- | -------- |
|      | Margit Schumann      | Germania Est   | 2'56"66 |          |
|      | Ute Rührold          | Germania Est   | 2'56"93 | +0"27    |
|      | Eva-Maria Wernicke   | Germania Est   | 2'57"73 | +1"07    |
| 4    | Heidemarie Reiß      | Germania Est   | 2'59"45 | +2"79    |
| 5    | Steffi Eißmann       | Germania Est   | 2'59"15 | +2"49    |
| 6    | Sarah Felder         | Italia         | 3'00"05 | +3"39    |
| 7    | Elisabeth Demleitner | Germania Ovest | 3'00"14 | +3"48    |
| 8    | Sieglinde Peschel    | Germania Est   | 3'00"40 | +3"74    |
| 9    | Margit Graf          | Austria        | 3'00"46 | +3"80    |
| 10   | Halina Kanasz        | Polonia        | 3'00"63 | +3"97    |

### Doppio
La gara fu disputata su due manches nell'arco di un solo giorno e presero parte alla competizione 52 atleti in rappresentanza di 11 differenti nazioni; campioni uscenti erano gli italiani Paul Hildgartner e Walter Plaikner, che conclusero la prova al terzo posto; il titolo fu conquistato dai tedeschi orientali Horst Hörnlein e Reinhard Bredow, già medaglia di bronzo nelle precedenti due edizioni iridate e vincitori dell'oro olimpico a Sapporo 1972 ex aequo con gli azzurri Hildgartner e Plaikner, mentre secondi giunsero i connazionali Hans Rinn e Norbert Hahn. I tedeschi dell'Est, oltre ad occupare i primi due gradini podio, piazzarono le loro altre due coppie al quarto e quinto posto della classifica.
| Pos. | Atleti                                   | Nazione        | Tempo   | Distacco |
| ---- | ---------------------------------------- | -------------- | ------- | -------- |
|      | Horst Hörnlein Reinhard Bredow           | Germania Est   | 1'29"14 |          |
|      | Hans Rinn Norbert Hahn                   | Germania Est   | 1'29"21 | +0"07    |
|      | Paul Hildgartner Walter Plaikner         | Italia         | 1'29"37 | +0"23    |
| 4    | Hans-Henning Schulze Hans-Jürgen Neumann | Germania Est   | 1'29"41 | +0"27    |
| 5    | Bernd Hahn Ulrich Hahn                   | Germania Est   | 1'29"55 | +0"41    |
| 6    | Rudolf Schmid Franz Schachner            | Austria        | 1'30"04 | +0"90    |
| 7    | Manfred Schmid Reinhold Sulzbacher       | Austria        | 1'30"43 | +1"29    |
| 8    | Karl Feichter Ernst Haspinger            | Italia         | 1'30"62 | +1"48    |
| 9    | Roman Hurej Marian Kret                  | Polonia        | 1'30"67 | +1"53    |
| 10   | Hans Brandner Balthasar Schwarm          | Germania Ovest | 1'31"08 | +1"94    |

## Medagliere
| Posizione | Nazione      | Oro | Argento | Bronzo | Totale |
| --------- | ------------ | --- | ------- | ------ | ------ |
| 1         | Germania Est | 3   | 3       | 2      | 8      |
| 2         | Italia       | 0   | 0       | 1      | 1      |
| Totale    | Totale       | 3   | 3       | 3      | 9      |